# Взятие Казани
Осада и взятие Казани — центральный эпизод Третьего Казанского похода русских войск, предпринятого царём Иваном IV в июне–октябре 1552 года для укрепления восточных границ и расширения территории Русского государства, логическим завершением которого стали ликвидация Казанского ханства и включение его территорий в состав Русского государства. Осада 1552 года была пятой по счёту после целого ряда осад, предпринятых русскими войсками в 1487, 1524, 1530 и 1550 годах, и открыла России путь по Волге, создав предпосылки для последующего завоевания и Астраханского ханства.
Казань была хорошо укреплённым городом, штурм которого привёл бы к большим потерям. Русские ратники под руководством Ивана Выродкова построили две линии осадных сооружений, установили подвижные башни, произвели подкоп под стены Казанского кремля. Последний штурм Казани 1552 года оказался успешным, так как был тщательно спланирован и для его осуществления русская армия применила все последние военно-инженерные достижения эпохи, которых не было у противника.

## Предпосылки
Взятие Казани стало следствием постепенного усиления Московского княжества.
Взятию Казани предшествовала идеологическая подготовка, включавшая целый ряд положений: «исконные русские земли», «Казань — вотчина русских князей» и т. д.), которые концентрировались вокруг политической доктрины «Москва — Третий Рим».
Борьба с Казанским ханством началась уже в 1460-х годах, но имела переменный успех. Обе стороны в этой борьбе объективно преследовали свои цели. В русскоязычной литературе XX века необходимость завоевания Казанского ханства нередко обосновывается защитой от Османской империи. Собственно русские источники времён самих войн обосновывают завоевание следующими причинами:
- Многолетнее противостояние (около 115 лет) Казани и Москвы.
- Богатством Казанского ханства. Так, Иван Пересветов призывает царя завоевать Казань: «военники удалые посылать на улусы на казанские да велети их жечи и людей сечи и пленити»[11], мотивируя это тем, что: «А слышал есми про тую землю, про Казанское царство у многих военников, которые в царстве Казанском бывали, что про неё говорят, применяют ея к подрайской земле угодьем великим» «хотя бы таковая землица угодная и в дружбе была, ино было бы не мочно терпети за такое угодие»[12]. Невиданное по московским меркам богатство Казанского ханства, в контексте его завоевания, отмечается и другими русскими участниками и современниками событий, например Курбским[13] и анонимным автором «Казанской истории»[14].
- Рассматривалась Казань и как плацдарм для дальнейшего усиления обороны страны с востока, так, Максим Грек, призывавший к завоеванию Казани, писал Василию III в 1521 году: «Находясь в Казани, мы легко будем бороться с остальными врагами, будучи грозны оттуда»[15].
- «Казанский Летописец» помимо прочего оправдывает завоевание Казани восстановлением «исторической справедливости», поскольку она, по его мнению, раньше принадлежала русским царям[14].

К войне с Казанью молодого царя подталкивали и экономические причины, в первую очередь, стремление беспрепятственно осуществлять торговлю по всему пространству волжского пути.
Русско-татарские отношения резко обострились в первой половине XVI века в связи со сменой династии в Казани. В 1534—1545 годах казанцы регулярно совершали набеги на восточные и северо-восточные владения Русского царства.

## Подготовка
В 1524 году русскими была построена крепость Васильсурск. При Василии III был укреплён Темников — оплот русской власти на правом берегу Волги. В 1545—1552 годах Иван Грозный организовал так называемые Казанские походы. Эти кампании оказались дорогостоящими мероприятиями, поскольку русские форпосты (Нижний Новгород и Арзамас) были отдалены от расположения главных русских сил.

### Строительство Свияжска
Царское правительство испытывало острую необходимость в базе, расположенной в непосредственной близости от Казани. Усилиями русского военного инженера Ивана Выродкова в 1551 году всего за 28 дней под фактически осаждённой Казанью была возведена деревянная крепость Свияжск, ставшая главным опорным пунктом для взятия Казани русскими войсками. Впоследствии Иван Выродков руководил операциями по осаде самого города, соорудив за одну ночь 13-метровую осадную башню ручной сборки.

### Присоединение «Горной стороны»

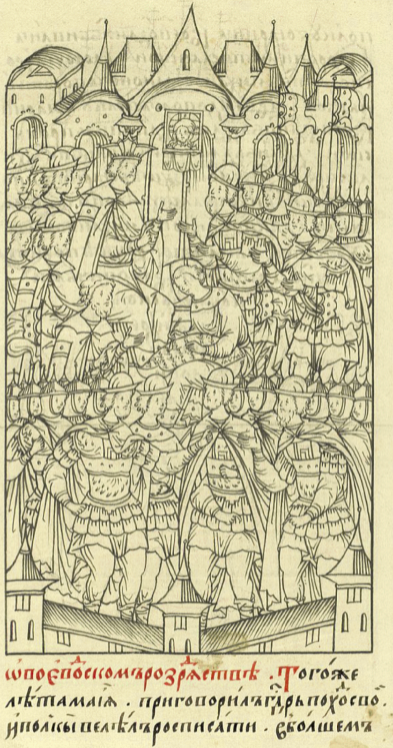
Иван Грозный собирает войска на Казань и утверждает свой поход

После возвращения на престол Сафа-Гирей начал чистки оппозиционной знати. В результате в сентябре 1546 года на сторону Москвы перебежало 4 казанских князя и 76 других казанцев. 6 декабря того же года князь чувашей и горных черемис Тугай с двумя товарищами били челом на верность Ивану Грозному и просили прислать войско. Результатом стал поход русских воевод до устья Свияги, в ходе которого было взято в плен «сто человек черемисы».
После строительства Свияжска присутствие русских войск на Горной Стороне стало постоянным, к этому времени стала ясна неспособность Казани защищать эту территорию. «Горные же люди видев то, что город царя православного стал в их земле, и начаша ко царю и воеводам приезжати и бити челом, чтобы их государь пожаловал, гнев свой отдал, а велел бы им бытии у Свияжского города и воевати их не велел». Согласно летописям, делегация «била челом» от имени всей Горной Стороны, её князей, мурз, сотников, десятников, чувашей, черемисов и казаков. Послы были щедро одарены и милостиво приняты. Подарки и награды для присягнувших были щедрее, чем собственным русским войскам. Присягнувшим было обещано прекращение нападений: «гнев свой им отдал и воевати их не велел», освобождение от налогов на три года и сохранение в будущем тех же налогов, что платились «прежним царям» (казанским ханам), при условии освобождения ими всех русских пленников. Для проверки верности в июле «горных людей» отправили походом на Казань, откуда они вынуждены были бежать под огнём пушек. Позднее их направили воевать против «луговой стороны».
Во время мирных переговоров летом 1551 года между Иваном Грозным и всей Землёй Казанской (сословно-представительным органом, в котором участвовали и представители чувашей и мари) царь отказывался возвращать Горную сторону, мотивируя это тем, что её он «саблею взял до их челобитья». В марте 1552 года началась подготовка к новым военным действиям между Москвой и Казанью. В начале апреля свияжские воеводы докладывали, что «…горные люди волнуются, многие ссылаются с казанцы, а во всех правды мало чают, и непослушание в них великое…». В следующей «грамоте» (письме) свияжских воевод они уже сообщали, что «…все изменили горные люди, а сложилися с Казанью и приходили к Свияжскому городу…».

### Перемирие и проект мирного вхождения Казанского ханства в состав России
Захват Горной стороны и тяжёлое военное положение ханства привело к очередной междоусобице в нём. В конце июня или начале июля казанцы свергли хана и запросили мира. Они предложили освобождение всех пленников, выдачу в русский плен родственников крымской знати и малолетнего царевича Утямыша, принятие на царство Шаха-Али (Шигалея). Иван Грозный добавил к этому требование передачи Горной стороны России, поскольку её жителей государь «саблею взял до их челобитья». На совете «всей Земли Казанской» последний пункт вызвал возмущение и споры, но 14 августа курултай принял предложение мира на условиях царя. Из Казани, Казанской и Горной сторон, согласно летописи, освободили 60 тысяч пленников.
Осенью 1551 года в Москву прибыло казанское посольство, которое хотело добиться возвращения или совместного управления Горной стороной, а также потребовать со стороны Ивана Грозного соблюдения им мирного договора. Царь отказался от возврата Горной стороны, а свою часть договора отказался выполнять до освобождения всех пленников-христиан (он считал, что освобождены ещё не все). В результате сами послы были взяты в плен.
Положение «Царя Казанского» Шаха-Али было шатким. Несколько раз изгнанный казанцами, он попытался укрепить своё положение массовыми расправами над противниками, но это ему не помогло. В конце года Шах-Али просит у Ивана Грозного разрешения бежать из Казани, но не получает его и решает «лихих ещё извести» — казни продолжаются. В январе 1552 года новое посольство казанцев уже просит Ивана Грозного назначить в Казани царского воеводу вместо хана, лишь бы избавиться от Шаха-Али, но ответа не получает. В марте Шах-Али всё же покинул Казань, жители ханства согласились принять воеводу. Однако в последний момент, поддавшись слухам о якобы готовящемся погроме (Никоновская летопись подчёркивает, что погрома не планировалось), казанцы закрыли ворота. В ответ русскими были взяты в плен те знатные казанцы, которые как раз предложили принять воеводу и остались на его стороне, не пожелали запираться в городе. Проект относительно мирного присоединения провалился, началась подготовка к новому походу на Казань. Казанцы призвали на трон ногайского царевича Ядигер-Мухаммеда, который с небольшим отрядом прорвался к Казани, оказавшейся фактически в кольце блокады.

### Выступление русских войск

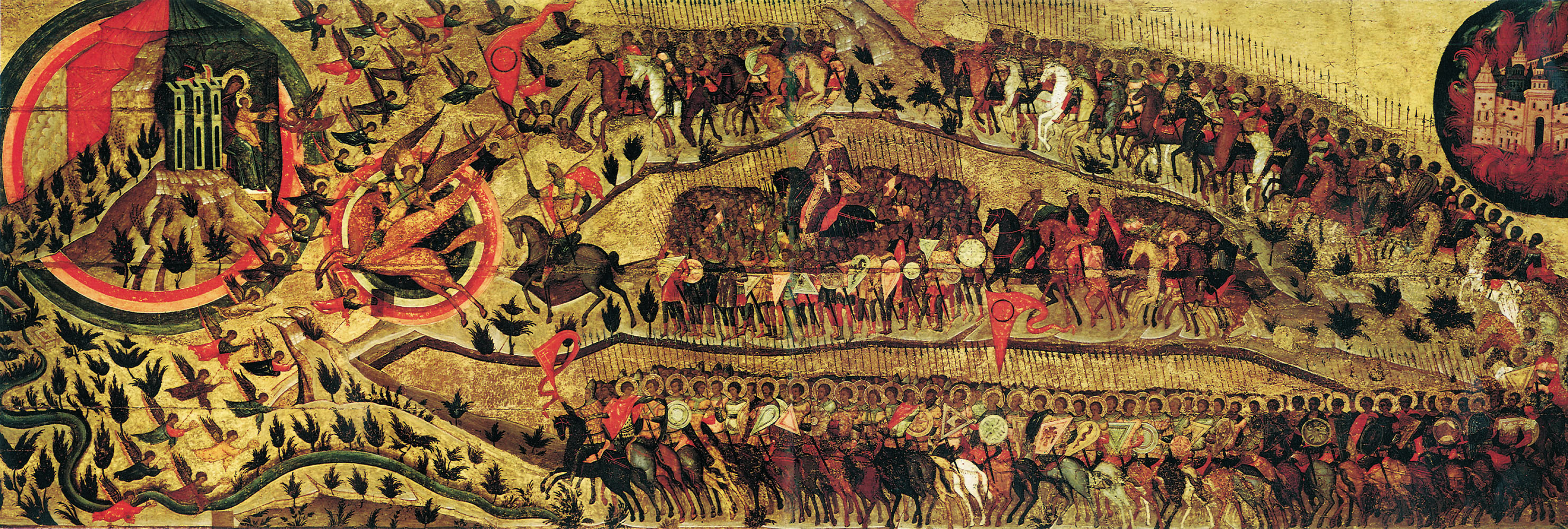
Икона «Благословенно воинство Небесного Царя» — шествие русских воинов из покорённой Казани в Небесный Иерусалим (Москву)

В отличие от предыдущих осад, к предстоящей осаде русские войска готовились планомерно, планируя даже зимовать под стенами города. Войска готовились к войне с весны, а передовые отряды русских войск под предводительством воеводы Александра Горбатого уже разместились в Свияжске. 16 июня 1552 года после большого смотра царские войска выступили из Москвы к Коломне. С целью помешать русским войскам в их продвижении к Казани крымские отряды, усиленные янычарами и артиллерией, неожиданно напали на русские владения под Тулой, однако их атака была отражена, а вскоре арьергарды крымцев были разбиты русскими на реке Шиворонь. Неудача крымцев во многом объяснялась тем, что хан Девлет Гирей рассчитывал, что русские войска уже находятся под Казанью, и не был подготовлен к встрече с огромным русским войском. Русские войска двигались к Казани несколькими отрядами. Сам царь во главе крупного войска выступил из Коломны к Владимиру. Из Владимира войско прибыло в Муром, где с ним соединились союзные татарские отряды под руководством хана Шаха-Али, выступившего из Касимова. Численность татарских войск, пришедших с Шигалеем, по неподтверждённым в иных источниках данным автора «Казанской истории», составляла около 30 тысяч человек. Среди них находилось два царевича из Астраханского ханства.
Русские войска преодолели путь до Свияжска за пять недель. Много воинов погибло в пути из-за нехватки питьевой воды и аномально высокой жары. В Свияжске царские войска провели неделю, ожидая прибытия других отрядов. Ещё раньше царя в Свияжск прибыла «судовая» рать, двигавшаяся на судах по Волге.

### Битва под Казанью
15 августа русские войска по приказу царя в боевом порядке переправились через Волгу на луговую сторону на специально приготовленных для этого боевых судах. Услышав о передвижениях русских войск, казанский хан Едигер выступил навстречу царским войскам во главе около 10 тысяч казанских воинов. Ертаульный и передовой полки сумели сдержать натиск противника и в трёхчасовом кровопролитном сражении смогли опрокинуть численно превосходящие казанские войска и обратить их в бегство. Благодаря этому русские войска имели возможность в течение недели беспрепятственно переправляться на другой берег Волги, не опасаясь возможных препятствий со стороны защитников города.
16 августа к Ивану Грозному перешёл служить казанский мурза Камай Хусейнов с семью казаками, сообщивший сведения о состоянии татарского войска.
17 августа царь переправился через Волгу и во главе своих войск расположился на Арском поле. Там же царь произвёл разделение своих войск для организации предстоящей осады.

## Численность и состав русских войск
В осаде было задействовано большое количество войск и орудий. По данным Казанской истории, русские войска насчитывали 150 тысяч человек, имея численный перевес над осаждёнными (60 тысяч человек). Согласно современным историкам[каким?], численность обеих сторон сильно преувеличена. Мобилизационные способности Русского государства не позволяли выставить столь многочисленное войско, а Казань не могла вместить такого количества обороняющихся войск, не говоря о том, что на небольшом пространстве укрывалось много мирного населения. Реальная численность участников осады с обеих сторон представляется во много раз меньше.
Сообщается, что русские имели многочисленную артиллерию. Действия пушкарей и инженеров имели огромное значение для завоевания Казани, а также для более поздних походов Ивана IV, таких как, например, Ливонская война. Создание новых лафетов и увеличение манёвренности пушек позволили формировать большие артиллерийские поезда, и Ивану IV удалось для осады Казани собрать примерно 150 пушек. Многие артиллеристы прошли подготовку на пушечном дворе в Москве, где могли наблюдать за работой пушкарей-литейщиков. В 1547 году артиллерия стала независимым родом войск царской армии, получившим название наряд. В то же время строительство траншей и палисадов вокруг Казани потребовало большого труда. Иван продолжал полагаться на инженеров и во время своих более поздних кампаний, таких как осада Полоцка в 1563 году. Русская армия была представлена всеми родами войск: конницей, стрельцами, татарскими отрядами хана Шигалея, мордовскими и черкесскими воинами, а также иностранными наёмниками: немцами, итальянцами, поляками. Дворянская конница составляла главную силу царского войска. По данным «Казанского летописца», в осаде участвовало 10 тысяч мордовских воинов, в составе более чем полумиллионного русского войска под Казанью. Этот источник многими исследователями не считается достоверным.

## Ход осады
Город был окружён 23 августа, все попытки казанцев прорвать кольцо успеха не имели. Напротив двух Ногайских ворот разместился полк правой руки хана Шигалея, передовой полк татар во главе с двумя астраханскими царевичами разместился напротив Елабугиных и Кебековых ворот, ертаульный полк — напротив Муралиевых ворот, полк левой руки — напротив Водяных ворот, сторожевой полк — напротив Царских ворот. Русские ратники начали строительство тур вокруг осаждённого города. Туры (осадные башни) были построены против всех городских ворот. Туры строились под руководством итальянских инженеров «фряжским обычаем» с тремя «боями». В строительстве принимал участие и русский инженер — Иван Выродков.

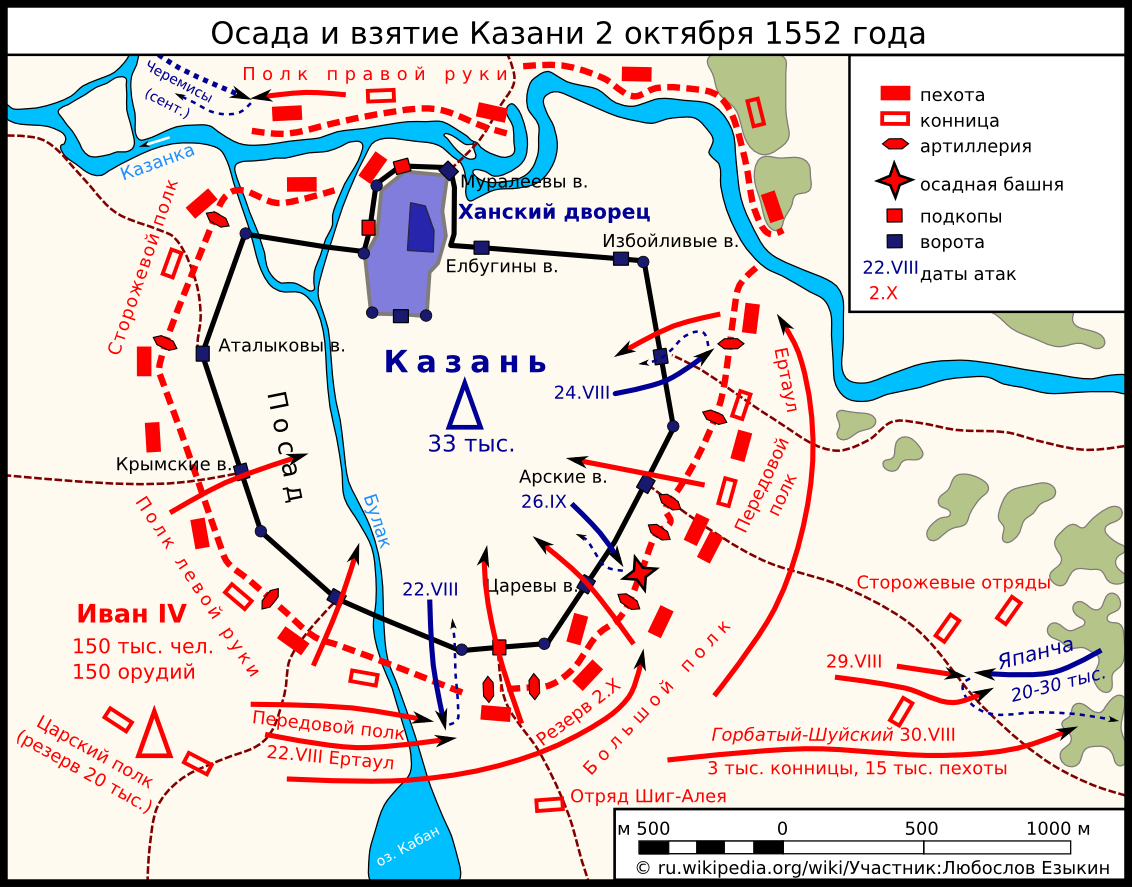
Осада и взятие Казани 2 октября 1552 года

Вскоре после прибытия царских войск на Арское поле разгорелось новое сражение между казанцами, наступавшими со стороны леса, и русскими, расположившимися в поле. Посланные против казанцев воеводы сумели опрокинуть противника и, преследуя отступающих казанцев по лесу, захватили пленных.
На второй день после прибытия царских войск под Казань по распоряжению Ивана IV в город была послана делегация послов с предложениями о мире. В случае капитуляции жителям гарантировалась жизнь, неприкосновенность имущества, а также возможность свободного исповедования мусульманской веры и возможность свободного выбора места проживания. Казанского хана царь призывал поступить к нему на службу, став его вассалом. Требования делегации были отклонены, а сами послы с позором были изгнаны из города. Одновременно с этим осаждённые запросили помощи у воинственных ногайцев. Но правители Ногайской Орды побоялись портить отношения с Москвой, и в помощи казанцам отказали.
26 августа казанцы предприняли неудачную вылазку из города. Под стенами Казани разыгрался упорный бой. Современники так описали это сражение: «От пушечнаго бою и от пищалнаго грому и от гласов и вопу и кричяния от обоих людей и от трескости оружии и не бысть слышати другу друга».
Отбив атаку, стрельцы сумели обнести туры окопами, а также разместить на них более мощные пушки. В отдельных местах между турами располагался тын, построенный под руководством Ивана Выродкова. Вскоре, 27 августа, начался артиллерийский обстрел Казани. Казанцы не обладали такой мощной артиллерией, и казанская артиллерия понесла серьёзные потери. 4 сентября русские устроили взрыв подкопа у Муралеевых ворот под источником воды внутри города. Несмотря на успех операции, цель достигнута не была, так как в Казани располагались многочисленные водоёмы, из которых жители могли добывать питьевую воду. Тем не менее в городе, лишённом важного источника питьевой воды, начались болезни.
6 сентября русские войска под командованием князя Александра Горбатого предприняли поход на Арск. Поход был спровоцирован частыми набегами черемисов, причинявших большие неприятности осаждавшим. Значительную часть царских войск составляли пешие стрельцы и темниковская мордва. Арск был взят, и царские войска установили контроль над всей Арской стороной, захватив немало пленных и скота.
Одновременно с этим в связи с сильными ливнями и бурями затонуло множество судов с припасами, лишив тем самым русские войска значительной части запасов продовольствия.
В ходе осады русские войска успешно применили тактику ведения минно-взрывных подкопов под стены осаждённого города. Сооружением «тихой сапы» руководили западные мастера (в различных источниках их называют то фрязинами, то немцами, то литвинами). Есть предание, что минными подкопами руководили английский инженер Бутлер и литвин Размысл (настоящее имя Эразм).
Русские войска вели тщательную подготовку к решительному штурму. К 30 сентября туры были придвинуты практически ко всем воротам города. Между крепостной стеной и турами оставался лишь ров. На многих участках рвы были засыпаны землёй и лесом. Русские возвели через них множество мостов. Были сделаны новые подкопы.
Тем не менее и осаждённые не сидели, сложив руки. Они неоднократно предпринимали вылазки, нападая на туры. В ходе одной из таких вылазок казанцам удалось обратить в бегство немногочисленную охрану тур. Другая вылазка, предпринятая осаждёнными у Збойловских ворот, оказалась менее удачной. Ещё одна (последняя) вылазка была наиболее масштабной, но безрезультативной.
30 сентября был взорван подкоп под стены, стена рухнула. Были подожжены городская стена, ворота и мосты. Однако атака была отбита. Ценой больших потерь осаждавшим удалось закрепиться в башне, стенах и у Арских ворот. Два следующих дня русские войска под руководством воевод Михаила Воротынского и Алексея Басманова ожидали противника. В ожидании решительного боя русские загородились крепкими щитами.
1 октября защитникам города был предоставлен ещё один шанс сложить оружие. Тем не менее они вновь отказались.

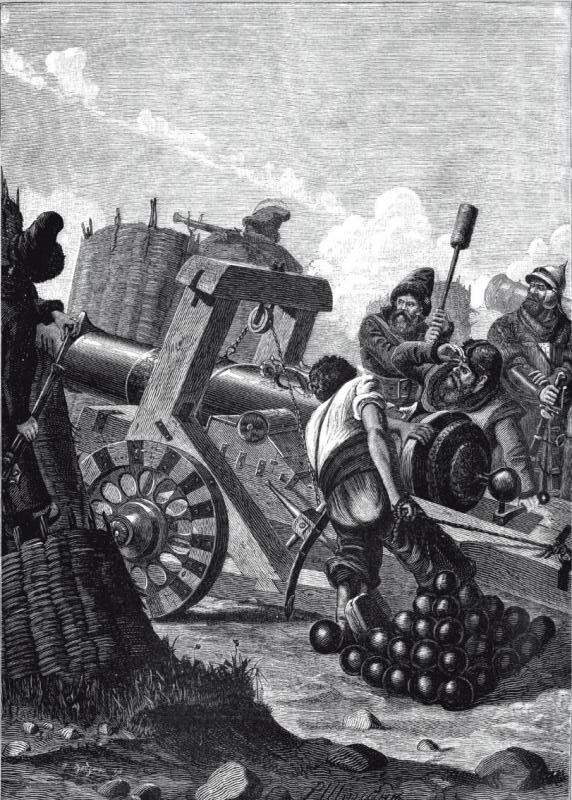
Русское осадное орудие XVI века

Новый подкоп и приступ состоялись 2 октября. Впрочем, изнурённые длительной осадой и упорным сопротивлением осаждённых, многие русские воины шли на приступ неохотно, о чём свидетельствует А. Курбский в своей «Истории князя великого Московского». Но, когда русские войска ворвались в город и в Казани разгорелись ожесточённые бои, многие из раненых ринулись в город: 

...и лежащие, глаголемые ранены, воскочиша и творящиеся мертвые воскресоша. И со всех стран не токмо те, но и со станов, и кашевары, и яже были у конех оставлены, и друзие, яже с куплею приехаша, все сбегошася во град, не ратного ради дела, но на корысть многую...— Андрей Курбский, «История князя великого Московского», с. 27.
 чем не замедлили воспользоваться защитники, ставшие теснить тех из нападавших, кто не отвлекался на мародёрство, но уже порядком утомился «беспрестанно бьющесь». Это вызвало панику среди мародёров: 

Корыстовники же оные предреченные, егда увидели, что наши по нужде уступают по малу, бранитесь бусурманом, в таковое абие бегство вдашася, яко во врата многие не попали; но множайшие и с корыстьми чрез стену метались, а иные и корысти повергоша, только вопиюще: «секут! секут!»— Андрей Курбский, «История князя великого Московского», с. 28.
Русское командование приказало убивать паникёров и мародёров — «многих ближних забивати тех, да не падают на сокровищах, также и помогают своим». Эта мера смогла остановить панику, и вскоре русские вновь перешли в наступление.
Основная битва внутри города произошла у мечети ханского дворца. Обороной мечети руководил имам Кул Шариф, сражавшийся и погибший вместе со своими учениками в бою с русскими войсками. Казань пала, мужчин перебили, а женщин и детей раздали русским воинам. Были уничтожены правительство, войско, все государственные структуры. Хан Едигер был захвачен в плен и крещен, его воины, попавшие в плен, казнены, а часть лояльных казанцев была переселена за стены посада, на берега озера Кабан, положив основу Старо-Татарской слободы Казани.

## Последствия

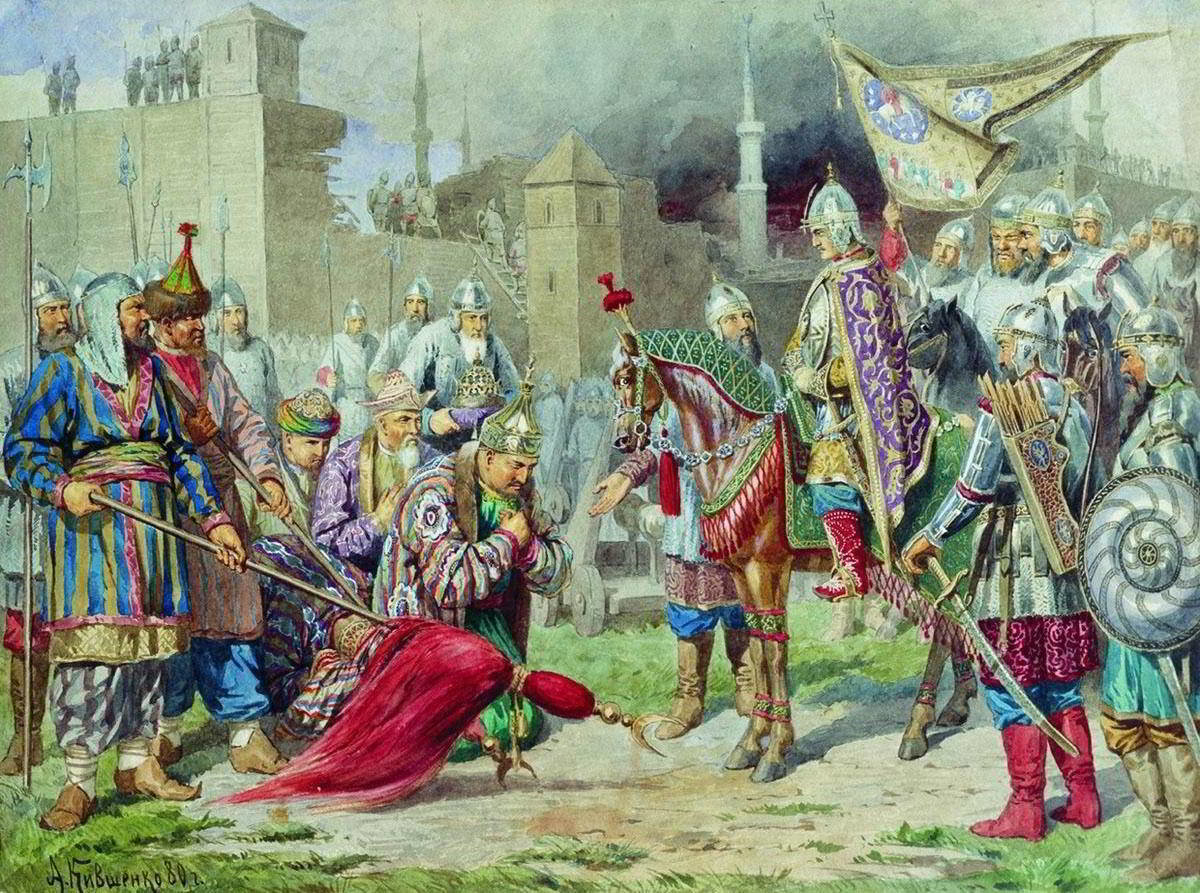
Худож. А. Д. Кившенко. Взятие Казани

Взятие Казани предопределило исход войны и завоевание территории ханства, но не завершило его, полномасштабная война продолжалась ещё несколько лет. Курбский, например, писал: «Ополчились против царя оставшиеся казанские князья и вместе с прочими народами языческими, нападая не только на саму Казань, но и из великих лесов наезжая на Муромскую землю и даже на сам Нижний Новгород, и захватывали людей в плен. И так было непрерывно после взятия Казанского царства, около шести лет, в течение которых все новопоставленные в той земле города, да и некоторые в Русской, осаждались ими». После взятия Казани всё Среднее Поволжье было присоединено к России. Кроме татар в составе России оказались и другие народы, до этого входившие в состав Казанского ханства (чуваши, удмурты, марийцы, башкиры). Этот поход также стал первой сложной военной кампанией, которую объединённое русское государство провело вне собственных границ.
Взятие Казани явилось крупным шагом Русского государства по завоеванию новых территорий на Востоке, вскоре после этого были взяты столица Астраханского ханства в 1556 году и столица Сибирского ханства в 1582 году, созданию империи, усилению самодержавия и деспотизма внутри русского общества.
Согласно историку Андреасу Каппелеру, некоторые авторы считают, что взятие Иваном Грозным Казани является началом истории России в качестве многонациональной державы, поскольку впервые под русским господством оказалась ранее самостоятельная государственная структура, обладающая собственной исторической традицией, легитимной правящей династией и общественной элитой, которая была иноязычной и принадлежала к другой мировой религии и высокой культуре.

### Влияние на современную политику
Татарский сепаратизм и национализм 1990-х годов основывался, в том числе, на факте осады Казани и ликвидации Казанского ханства, подкрепляясь лозунгами «Я помню 1552 год» и «Холокост татарского народа — 1552!». Некоторые татары отмечают неофициальный «День памяти защитников Казани» ежегодно, в то же время среди большинства населения Татарстана тема взятия Казани в XVI веке является малозначимой и уступает событиям XX века.
В столице Татарстана во времена перестройки прошёл малочисленный митинг под лозунгом «Максатыбыз — бәйсезлек!» («Наша цель — независимость!»), а также научный семинар «Завоевание Казани: Уроки истории». Периодически поднимался вопрос о возведении памятника павшим защитникам Казани от войск Ивана Грозного в 1552 году.
Свою точку зрения высказывал доктор исторических наук Равиль Фахрутдинов, в учебнике истории он расценивал политику, которое вело Московское княжество, как оккупационную, а Казанское ханство описывал, преимущественно, жертвой имперских амбиций Ивана Грозного, который отличался своей безнравственной жизнью и человеконенавистническими действиями, а в отношении же покорённых им народов он проводил политику истребления, также Равиль Фахрутдинов обращал внимание на жестокость русских войск по отношению к татарскому населению и мародёрство во время и после взятия Казани.
По мнению другого татарского историка Искандера Гилязова, высказанному на встрече президента России Дмитрия Медведева с историками, возникшая после захвата Иваном Грозным Казани ассимиляция татар привела к тому, что численность татарского населения возросла незначительно, а численность этнических русских возросла в десятки и сотни раз при том, что на момент завоевания численность населения Казанского ханства была почти равной населению Русского государства.

## Взятие Казани в искусстве и культуре
- В память о покорении Казани при Иване IV возведены храм Василия Блаженного в Москве, храмы в самой Казани.
- Казанскому взятию посвящена первая в России эпическая поэма — «Россиада» Хераскова.
- На братской могиле павших воинов в начале XIX века поставлен Храм-памятник в честь Нерукотворенного Образа Спасителя.
- «Взятие Казани» — одна из русских исторических песен[47].
- Картины художников: Григория Угрюмова, Алексея Кившенко, Петра Шамшина.
- «Как во городе было во Казани». Песня Варлаама из оперы М. Мусоргского «Борис Годунов».

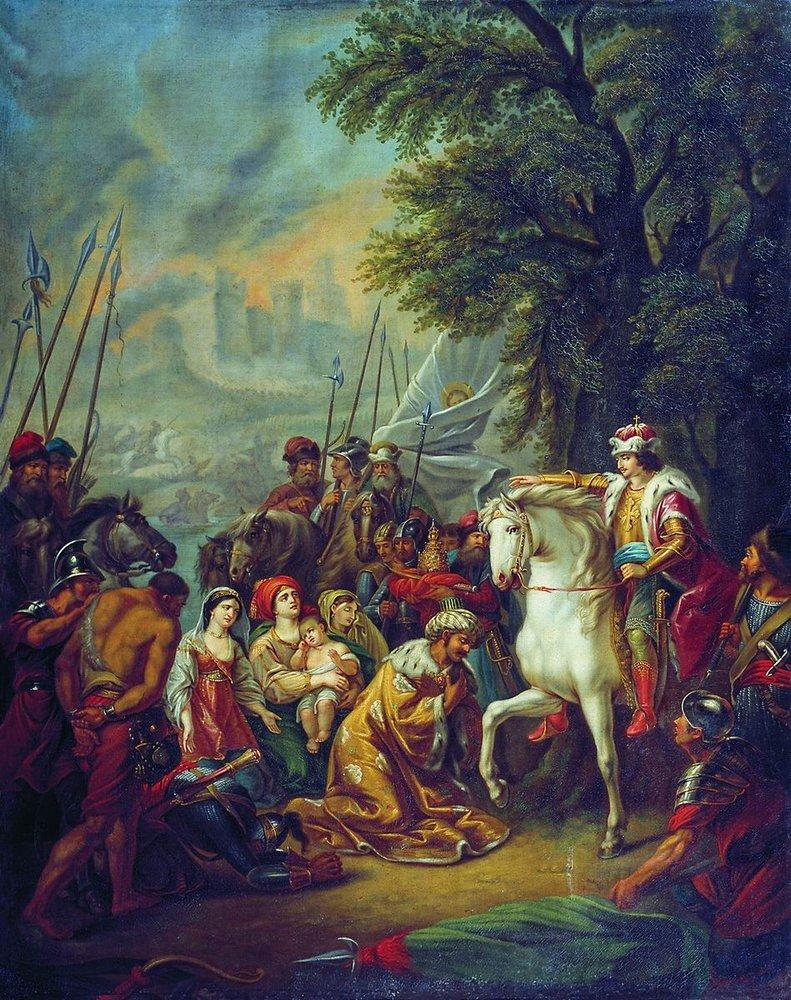
«Взятие Казани Иваном Грозным 2 октября 1552 года»
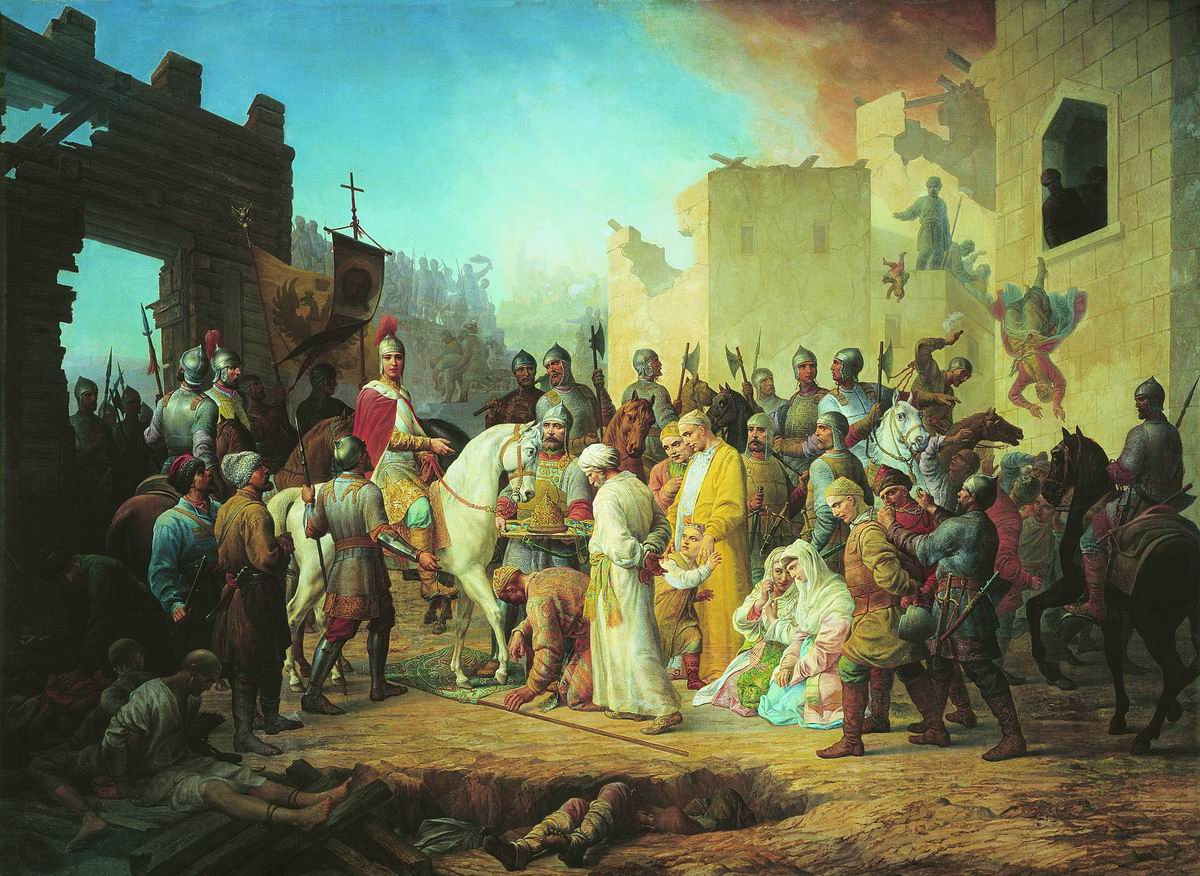
«Вступление Иоанна IV в Казань»
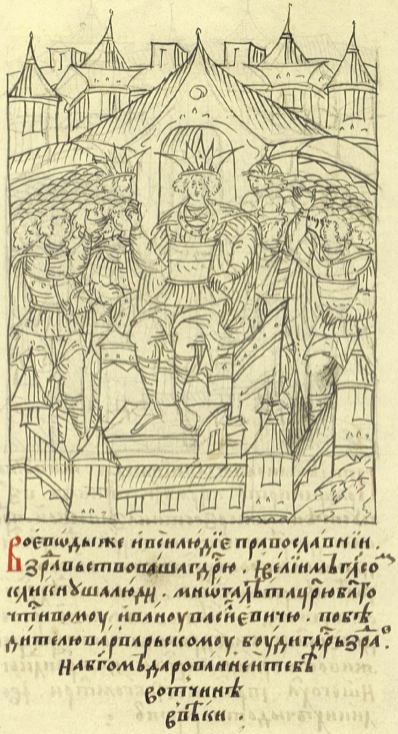
Иван IV Грозный на Казанском престоле. Лицевой летопинсый свод XVI в.